# St. Franziskus (Dreislar)

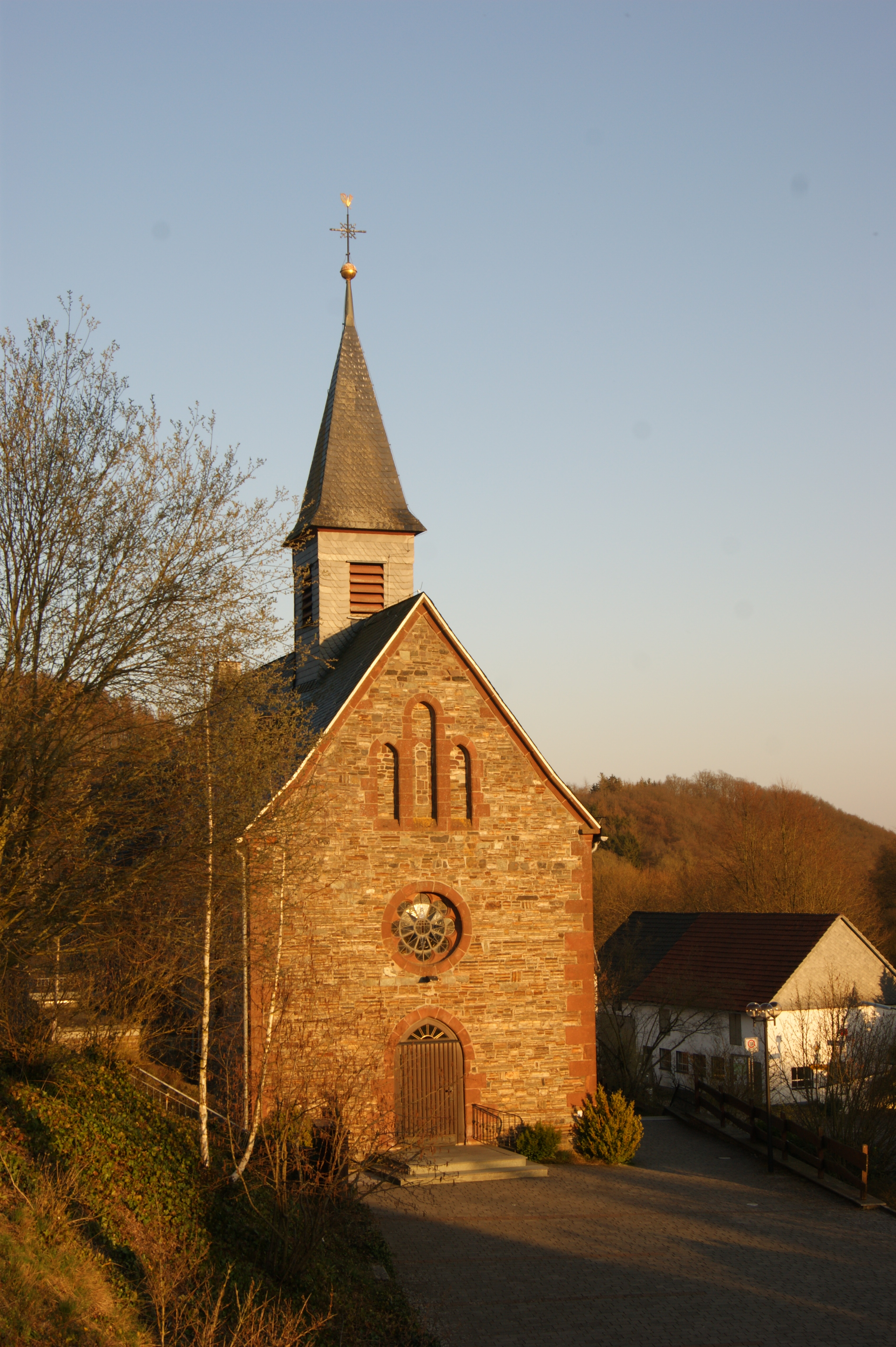
Blick auf die St.-Franziskus-Kirche

Die römisch-katholische Kirche St. Franziskus ist ein denkmalgeschütztes Kirchengebäude in Dreislar, einem Ortsteil von Medebach im Hochsauerlandkreis, Nordrhein-Westfalen.

## Geschichte und Architektur
Gegen 1650 wurde erstmals eine Kirche in Dreislar erbaut. Sie war dem heiligen Franz von Assisi gewidmet. Da die Kapelle in der Nähe des Baches Ölfe lag, traten Wasserschäden auf. Daraufhin entschied man sich 1864 für den Bau der heutigen neugotischen Bruchsteinkirche. 1931/32 erweiterte man die Kirche um ein Querschiff und um einen Chor.
2013 wurde die Kirche aufgrund des schlechten Zustands renoviert.
Auf dem Hochaltarbild ist die Stigmatisation des Heiligen Franziskus zu sehen. Eine gotische Elisabeth-Figur und das Schwerspatkreuz aus dem örtlichen Bergwerk stehen im Kirchenraum. Auf einem Kirchenfenster ist der heilige Sebastian zu sehen, der auch der Patron von Dreislar ist. Auf einem anderen Fenster ist die Schutzpatronin Barbara zu sehen.
Eine kleine Orgel ist links vor dem Altar zu betrachten.